# Albert Černý
Albert Černý, češko-poljski pevec in kitarist *17. februar 1989.

## Osebno življenje
Na Poljskem je končal osnovno šolo, na Češkem pa gimnazijo v Třincu. Nato je diplomiral iz angleškega prevajanja na Univerzi Palacký v Olomucu.

## Kariera
Albert je glasbeno pot začel kot glavni pevec v skupini Charlie Straight, od leta 2013 pa je glavni pevec v skupini Lake Malawi.
Leta 2019 je kot član zasedbe Lake Malawi zastopal Češko na Pesmi Evrovizije 2019, ki je potekala v Tel Avivu v Izraelu. Nastopili so s pesmijo »Friend of a Friend« in s 157 točkami zasedli 11. mesto.
Januarja 2020 so objavili, da je Černý eden izmed tekmovalcev na poljskem nacionalem izboru za Evrovizijo. S pesmijo »Lucy« se je uvrstil v finale, kjer je zasedel drugo mesto.